# Adolf von Bassewitz (Landrat)
Joachim Adolf von Bassewitz (* 26. September 1774 in Schönhof/Mecklenburg; † 20. Juli 1838 Bad Kissingen) war Mecklenburg-Strelitzscher Geheimrat und Landrat.

## Familie
Er entstammte der alten mecklenburgischen Familie von Bassewitz. Sein Vater war der hessen-casselsche Oberstleutnant und Teilnehmer am  Siebenjährigen Krieg Ulrich Carl Adolph von Bassewitz, seine Mutter Sophie von Barner. Verheiratet war er in erster Ehe mit Elisabeth von Dewitz, in zweiter Ehe mit Louise von La Roche-Starkenfels. Aus beiden Ehen hatte er 15 Kinder, von denen ihn 10 überlebten.

## Leben

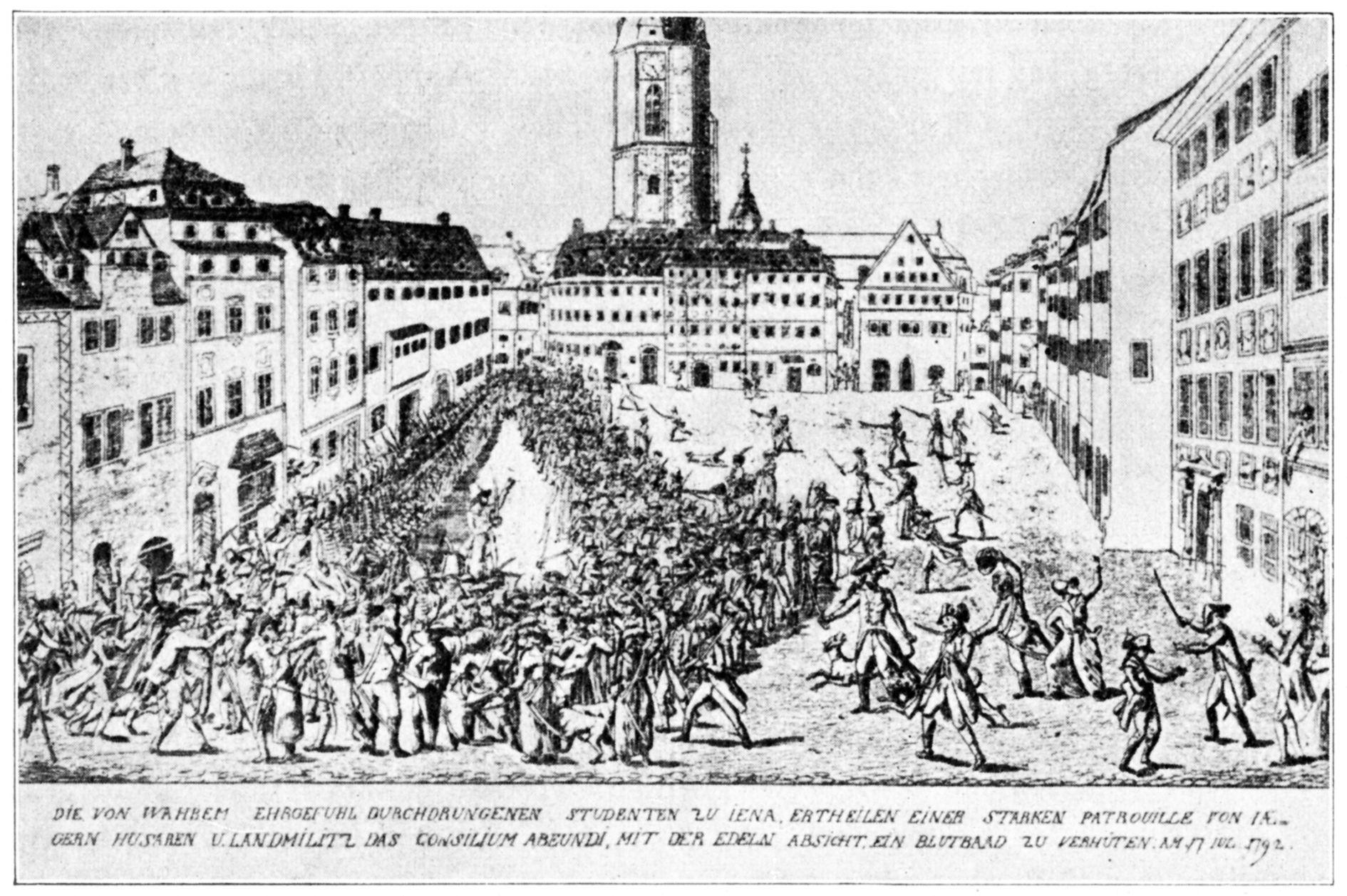
Tumulte zwischen Studenten und Soldaten im Zuge der Schokoladisten-Unruhen (Stich von 1792). Bildunterschrift: „Die vom wahren Ehrgefühl durchdrungenen Studenten in Jena ertheilen einer starken Patrouille von Jägern, Husaren und Landmiliz das Consilium Abeundi mit der edlen Absicht, ein Blutbad zu verhindern. Am 17. Juli 1792.“

Seine Schulzeit verbrachte er zunächst am Herzoglichen Pädagogium in Bützow und setzte sie ab 1787 am Königlichen Pädagogium in Halle an der Saale fort. Als Siebzehnjähriger bezog er am 5. Oktober 1791 die Universität in Rostock, an der bereits sein Bruder Friedrich Magnus von Bassewitz studierte. Zwischen 1792 und 1794 studierte er gemeinsam mit seinem Bruder Cameralwissenschaften in Jena, besuchte aber mit Vorliebe auch die philosophischen Vorlesungen Professor Carl Leonhard Reinholds, des Vertreters des Deutschen Idealismus an der Universität Jena. Er nahm 1792 in Jena an dem von der Landsmannschaft der Kurländer angeführten Auszug nach Nohra als Mitglied der von seinem Bruder Magnus als Senior geführten Mecklenburgischen Landsmannschaft teil, der durch die Schokoladistenunruhen ausgelöst wurde. Die Mecklenburger marschierten mit ihrer blutroten Traditionsfahne zunächst im Mittelteil des Zuges der Jenaer Studentenschaft, gruppierten dann aber unter Führung ihres Seniors von Bassewitz an den Schluss des Zuges um, um so den furchtsameren Teil der Studentenschaft „sogar mit Gewalt“ von der Flucht abzuhalten. 1793 wurde Adolf als Nachfolger seines Bruders Senior der Mecklenburger in Jena. Als solcher unterzeichnete er für die Mecklenburger Landsmannschaft am 23. Juli 1793 ein gemeinsames Schreiben mit acht weiteren Senioren in Jena aktiver Landsmannschaften an den äußerst beliebten Philosophen Carl Leonhard Reinhold, mit welchem dieser seitens der Studentschaft in Jena gebeten wurde, den Ruf an die Universität Kiel nicht anzunehmen und in Jena zu bleiben. Als Reinhold den Ruf nach Kiel gleichwohl annahm, beschloss die Studentenschaft, ihm eine goldene Medaille zu prägen und ihm ein Festgedicht zu dedizieren. Die Medaille wurde nicht rechtzeitig fertig und ihm daher mit einem weiteren Brief der Studentenschaft am 14. April 1794 nachgeschickt. Beide Brüder bewirteten  Carl Leonhard Reinhold im Auftrage der Jenaer Studentenschaft Ostern 1794 auf seinem Weg nach Kiel in Lübeck und berichtigten dessen Kosten für Bewirtung und Übernachtung, so wie das von anderen Jenaer Studenten entlang der gesamten Reiseroute Reinholds an jeder Reisestation gehandhabt wurde.
Nach dem Studium wurde er im Jahre 1800 wirklicher Kammerrat, im Jahre 1806 geheimer Kammerrat in Mecklenburg Strelitz. 1813 nahm er im Mecklenburg-Strelitzschen Husarenregiment an den Befreiungskriegen teil (anders Maltzan: „Engagement für das …“). Nach dem Tod seiner ersten Frau erbat er den  Abschied, den er 1818 unter Ernennung zum Geheimrat unter Beibehaltung seines Gehaltes als lebenslange Pension erhielt, und zog sich auf seinen Besitz, das mecklenburgische Gut Schönhof zurück. Später erwarb er das Gut Mummendorf hinzu. 1819 wurde er in das Hauptdirektorium des ritterschaftlichen Kreditvereins gewählt. 1827 wurde er Landrat  für das Herzogtum Schwerin. Er war Träger des schwedischen Nordsternordens.